# Lesotho Airways
Lesotho Airways war die nationale Fluggesellschaft von Lesotho.
Sie wurde 1979 unter diesem Namen gegründet, Anfang der 1980er Jahre in Air Lesotho umbenannt, firmierte seit 1984 jedoch wieder als Lesotho Airways.
Die Fluglinie gehörte vollständig dem Staat, ehe sie 1996 aufgrund von sicherheitstechnischen Problemen die internationalen Verbindungen einstellte. Sie hatte bis dahin die alleinigen Einflugrechte nach Lesotho und führte täglich Flüge von Maseru nach Johannesburg in Südafrika durch.
1997 wurde das Unternehmen liquidiert.

## Ziele
Vor ihrer Liquidation flog Lesotho Airways nationale sowie regionale Ziele an. Innerhalb Lesothos wurden von Maseru aus fast ausschließlich Flugplätze in den schwer erreichbaren Bergregionen des Landes angeflogen, etwa Mokhotlong und Qacha’s Nek, aber auch kleinere Orte. Neben Südafrika wurden auch Flüge nach Botswana und Swasiland (heute Eswatini) durchgeführt. Mit der Boeing 707-326C wurden Ende der 1980er Jahre Flüge zu den Seychellen angeboten, die vor allem von Südafrikanern genutzt wurden. Direkte Verbindungen von Südafrika zu den Seychellen waren wegen des weltweiten Boykotts gegen die Apartheidsregierung Südafrikas damals nicht möglich.

## Flotte
Mit Stand 1996 bestand die Flotte der Lesotho Airways aus neun Flugzeugen:
- 5 De Havilland Canada DHC-6
- 2 Beechcraft 1900
- 1 Fairchild-Hiller FH-227
- 1 Boeing 707-326C